# Rancho Tujunga
El rancho Tujunga fue una concesión de tierra de México de 6661 acres (27,0 km²) en el oeste del hoy llamado valle de Crescenta y el noreste del valle de San Fernando, en el actual condado de Los Ángeles, California. Fue concedida en 1840 por el gobernador mexicano Juan Alvarado a Francisco López y Pedro López.
Las tierras del rancho incluían las comunidades actuales de Los Ángeles de Lake View Terrace y Sunland-Tujunga.

## Etimología
El nombre Tujunga o Tuxunga significa "lugar de la anciana" tanto en fernandeño como en gabrieleño,Tuxu significa "anciana". Se cree que el término se relaciona con una narrativa etnohistórica, conocida como Khra'wiyawi, recopilada por Carobeth Laird de Juan y Juana Menéndez en el Adobe de Leonis en 1916. En la narrativa, la esposa de Khra'wiyawi (el jefe de la región) se afligió por la pérdida prematura de su hija. En su tristeza, se retira a las montañas y se convierte en piedra. Se cree que este evento se convirtió en la base del nombre del pueblo. De hecho, hay una gran roca en el cañón de Little Tujunga que parece una anciana sentada.

## Historia
El gobierno mexicano hizo la concesión de tierras a los hermanos Francisco y Pedro López en 1840. Francisco López es el individuo que descubrió oro en el cañón de Placerita  en 1842.
En 1845, los hermanos López cambiaron los 6661 acres (27,0 km²) del rancho Tujunga para los 388 acres (1,6 km²) del rancho Cahuenga propiedad de Miguel Triunfo, un indio que había trabajado en la misión de San Fernando. En 1850, Triunfo vendió la mitad del interés del rancho Tujunga a Francisco López, y luego vendió la otra mitad del interés a los comerciantes de Los Ángeles David W. Alexander y Francis Mellus. En 1851, Francisco López vendió su mitad de interés a Agustín Olvera.
Con la cesión de California a los Estados Unidos después de la intervención estadounidense en México, el Tratado de Guadalupe Hidalgo de 1848 dispuso que se respetarían las concesiones de tierras. Como lo exige la Ley de Tierras de 1851, se presentó una reclamación por el rancho Tujunga ante la Comisión de Tierras Públicas en 1852, y la concesión fue patentada a nombre de Alexander, Mellus y Olvera en 1874.
Alexander y Mellus vendieron su mitad de interés a Olvera en 1856. En 1875, Olvera vendió todo el rancho Tujunga a Andrew Glassell. Hubo más disputas legales sobre los límites en 1888.

## Sitios históricos del Rancho
- Bolton Hall. Fue construido en 1913 y declarado Monumento Histórico Cultural #2 en 1962 por la ciudad de Los Ángeles.
- Casa de adobe.[11]

### Planos del rancho
- Plano de 1858
- Plano de 1918 tomado del artículo CityDig: Tujunga's Twisty-Turny Path to Becoming Part of L.A.

- Datos: Q7291362